# بخش تودشک
بخش تودشک یکی از بخش‌های شهرستان کوهپایه استان اصفهان ایران است، به علت امکانات بالای در شهر تودشک، سالانه دانش آموزان بسیاری از نقاط مختلف ایران مانند جیرفت و بندر عباس به این منطقه برای پایان رساندن تحصیلات دبیرستانی خود و کسب سهمیه منطقه ۳ در آزمون سراسری ورود به دانشگاه‌ها مهاجرت می‌کنند.

## تقسیمات کشوری
- بخش تودشک
  - دهستان تودشک
  - دهستان جبل

شهر: کوهپایه، تودشک

## جمعیت
براساس سرشماری عمومی نفوس و مسکن در سال ۱۳۹۵، جمعیت بخش تودشک برابر با ۱۵٬۴۹۷ نفر بوده است.